# Ожиљак (албум)
Ожиљак је први албум Миладина Шобића, који је објавио Дискотон 1981. године.

## Списак песама
| #   | Назив                          | Аутор(и) | Трајање |
| --- | ------------------------------ | -------- | ------- |
| 1.  | Џемпер за виноград             |          |         |
| 2.  | Старе новине                   |          |         |
| 3.  | Покварени телефон - Избјеглица |          |         |
| 4.  | Кад клонем снагом              |          |         |
| 5.  | Сунце теби, сунце мени         |          |         |
| 6.  | Прођох градом                  |          |         |
| 7.  | Први јутарњи                   |          |         |
| 8.  | Кад би дошла Марија            |          |         |
| 9.  | А вријеме иде даље             |          |         |
| 10. | Од друга до друга              |          |         |